# Path (sikhizm)

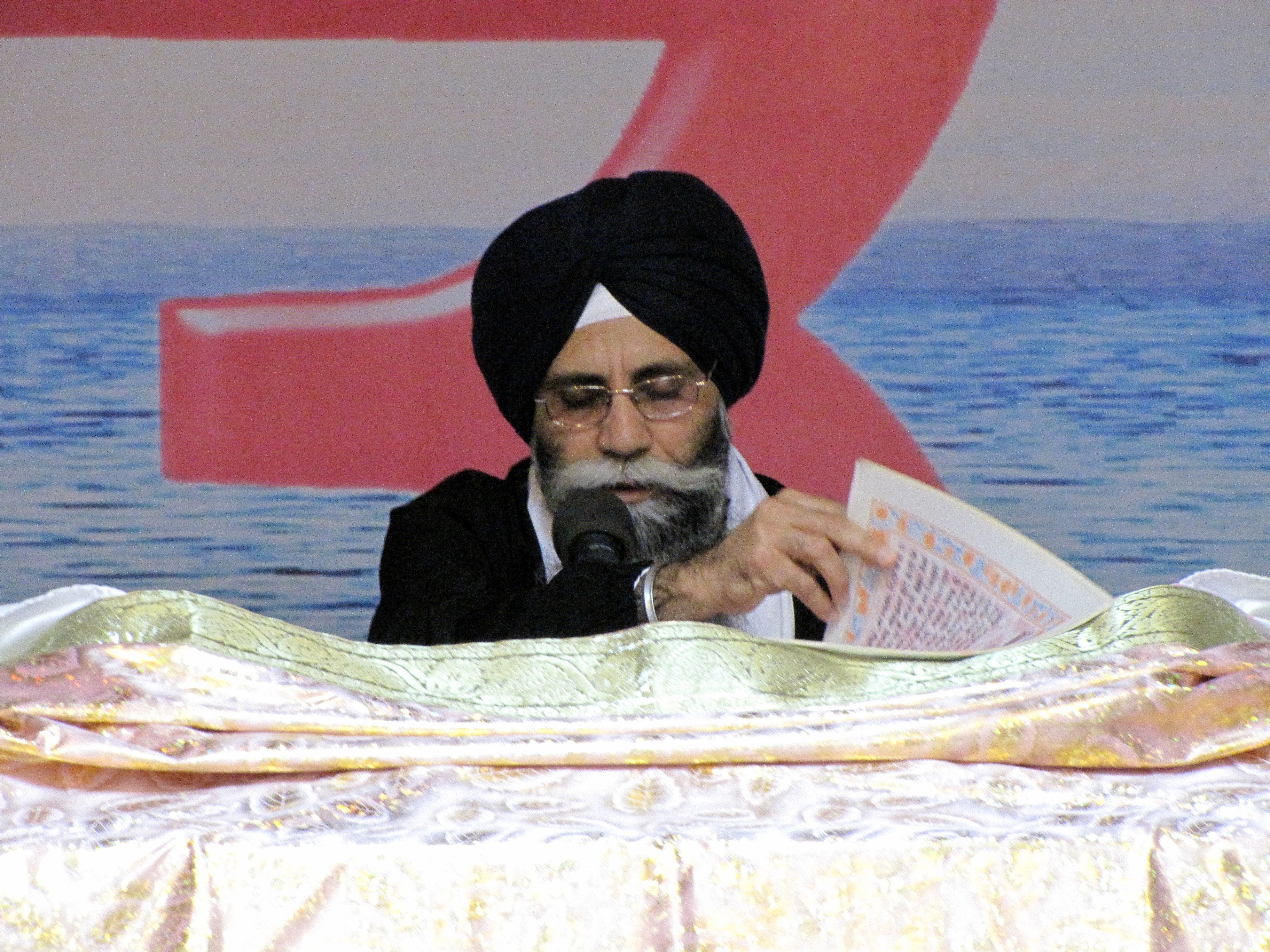
Recytacja Świętej Księgi

Path – dosłownie "czytanie" gurbani (słów Guru), jedna z podstawowych praktyk religijnych w sikhizmie. Może dotyczyć ceremonialnej publicznej recytacji Guru Granth Sahib w gurudwarze, ale stanowi też część nitnem, czyli codziennej praktyki. Często w tym celu wykorzystuje się niewielkie książeczki z wybranymi fragmentami Guru Granth Sahib, zwane gutka.